# Bitwa na Kulikowym Polu
Bitwa na Kulikowym Polu (ros. Куликовская битва) – bitwa między wojskami ruskimi i Złotej Ordy, która miała miejsce 8 września 1380 roku.

## Tło
Bitwa na Kulikowym Polu była rozstrzygającym starciem, trwającej od 1375 roku, wojny Dymitra Dońskiego z Mamajem – faktycznym (choć nieformalnym) przywódcą zachodniej części Złotej Ordy, nazywanej Ordą Dońską lub Ordą Mamaja, która walczyła z Tochtamyszem władcą Złotej Ordy. W ten sposób Dymitr Doński, władca księstwa moskiewskiego, będący lennikiem Złotej Ordy, stał na stronie Tochtamysza. Dwa lata wcześniej w 1378 Dymitr rozbił w bitwie nad Wożą jednego z wodzów Mamaja – Biegicza. Następny rok Mamaj wykorzystał na zorganizowanie antymoskiewskiej koalicji, do której wciągnął Wielkie Księstwo Litewskie od dawna walczące z Wielkim Księstwem Moskiewskim (a dodatkowo podburzone przyjęciem przez Dymitra dwóch skłóconych z Jagiełłą Olgierdowiczów) i księcia riazańskiego Olega, również toczącego niegdyś wojny z Dymitrem. Wyprawę zaplanowano na przełom sierpnia i września 1380 roku. Wojska sojuszników miały się spotkać 1 września nad Oką. Pragnąc do tego nie dopuścić, Dymitr ruszył ze swoimi wojskami na południe przeciwko Tatarom, którym przewodził osobiście Mamaj. Do spotkania wrogich armii doszło 8 września 1380 na równinie nad Donem, tzw. Kulikowym Polu.

## Przed bitwą

### Siły Księstwa Moskiewskiego
Liczebność wojsk Dymitra szacowana jest bardzo różnie, zwykle od 150 do 400 tysięcy ludzi. Obecnie, do tych danych podchodzi się z wielką rezerwą i siły moskiewskie szacuje się na ok. 30 tysięcy ludzi, ale jeszcze do niedawna utrzymywało się przekonanie o armii moskiewskiej liczącej co najmniej dwa razy tyle. W wojskach moskiewskich przeważała jazda. Obok sił Wielkiego Księstwa Moskiewskiego w bitwie uczestniczyły także wojska wielu innych księstw ruskich: księstwa suzdalskiego, pskowskiego, rostowskiego, starodubskiego, jarosławskiego, możajskiego, zwienigorodzkiego, dmitrowskiego, borowskiego, oboleńskiego, sierpuchowskiego, perejasławskiego, uglickiego, białoozierskiego, kargołomskiego, halickiego, kostromskiego, ustiugskiego, z Nowogrodu Wielkiego, Niżnego Nowogrodu, Horodca Meszczerskiego, Smoleńska i wielu innych.

### Siły Mamaja
Siły Mamaja oceniało się na ok. 200 tysięcy (a nawet 300 tysięcy) ludzi. W ostatnich latach zweryfikowano te dane i liczbę armii tatarskiej ustalono na podobną do liczby armii Dymitra. Oprócz własnych wojsk tatarskich Mamaj prowadził także znaczną liczbę najemników (m.in. kaukaskich), w tym piechotę genueńską.

#### Brak wsparcia sojuszników
Wbrew planom Mamaja, nie doszło do połączenia się jego sił z wojskami Jagiełły i Olega Riazańskiego. Na temat przyczyn tej sytuacji istnieje szereg teorii, mających jednak słabe oparcie w źródłach. Najbardziej prawdopodobne jest twierdzenie, że Oleg Riazański nigdy nie zamierzał wywiązywać się ze zobowiązań względem Mamaja i był w stałym porozumieniu z Dymitrem. Za tą teorią przemawia wyraźny zakaz wchodzenia wojska moskiewskiego na ziemie riazańskie wydany przez Dymitra, jak też fakt pozostawania ówcześnie obu władców w dobrych stosunkach. Mniejsze poparcie ma teza, że Oleg miałby oszukać Jagiełłę co do czasu spotkania, a może nawet napaść małym oddziałem jego wojska i opóźnić ich pochód. Według innych wersji nie tylko Oleg, ale i Jagiełło nie zamierzali wspierać Mamaja w walce, choć być może chcieli wykorzystać jego zwycięstwo.

### Przygotowania do bitwy
Pod koniec sierpnia główne siły moskiewskie pod wodzą Dymitra przekroczyły Okę pod Łopasnią i ruszyły w kierunku Donu, skąd miał nadejść Mamaj. 7 września Dymitr zdecydował się przekroczyć rzekę, by odciąć swoim wojskom możliwość odwrotu. Według źródeł ruskich Dymitr starannie wybrał na pole walki stosunkowo wąski plac ograniczony rzeką i lasami, by uniemożliwić Mamajowi użycie typowej dla Tatarów taktyki oskrzydlających uderzeń jazdy. Rankiem 8 września ukryto w lesie obok pola walki pułk zasadzki dowodzony przez wojewodę Dymitra Bobroka Wołyńca. Przed samą bitwą Dymitr przebrał się w strój prostego żołnierza, a jego zbroję przywdział jeden z bojarów Michaił Brienok.

## Bitwa

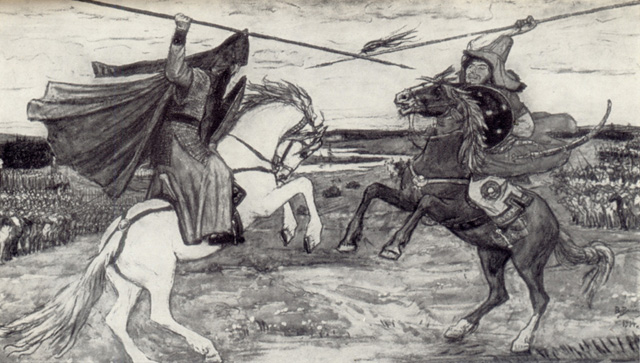
Pojedynek tatarskiego harcownika Czełubeja z Aleksandrem Pierieswietiem na polu bitwy

Po starciu obu straży przednich, zakończonym sukcesem Tatarów, którzy zepchnęli ruskie pułki straży i przedni na siły główne, Mamaj wprowadził do walki większość swoich sił głównych. Uderzył na wojska moskiewskie na całej linii. Uderzenie na prawe skrzydło wojsk moskiewskich zostało odparte z dużymi stratami po obu stronach. W centrum Tatarzy po długiej walce, przebili się przez szyk wojsk moskiewskich, docierając do pułku wielkiego, dowodzonego przez samego księcia Dymitra i wiążąc go walką. Na lewym skrzydle wojsk Tatarzy zdołali wykonać manewr obejścia i wyszli na jego tyły, powodując popłoch.
Książę Dymitr wprowadził do boju część rezerw. Akcja ta pozwoliła mu na podtrzymanie załamującego się lewego skrzydła, jednak sytuacja tam nadal była poważna. Wtedy Tatarzy, chcąc wykorzystać chwilowy sukces, rzucili resztę swoich sił głównych do złamania lewego skrzydła moskiewskiego. Prawdopodobnie Mamaj sądził, że książę Dymitr zaangażował już całość sił (nie wiedział o istnieniu pułku zasadzki). Pod naporem wojsk tatarskich Rusowie zaczęli się cofać. Na zagrożony odcinek skierował się sam książę Dymitr, który znalazł się zaraz w niebezpieczeństwie. Obalony z konia i kontuzjowany (być może także ranny) wycofał się pieszo z pola bitwy i już do końca nie wziął w niej udziału. Nie on zatem dowodził bitwą w rozstrzygającej fazie, która właśnie się zaczynała.
Po pewnym czasie jazda tatarska ostatecznie złamała kawalerię lewego skrzydła wojsk moskiewskich i starła się z ustawioną z tyłu piechotą. Spychając ją minęła ustawiony w lesie pułk zasadzki. W tym momencie Dymitr Bobrok Wołyniec niespodziewanie uderzył pułkiem zasadzki na tyły Tatarów. Prawe skrzydło wojsk tatarskich, obejmujące wówczas większość ich sił, zostało momentalnie rozbite. Na widok jego klęski wyczerpane już walką lewe skrzydło i centrum wojsk moskiewskich przeszło do kontrnatarcia. Atakowani z dwóch stron Tatarzy lewego skrzydła zostali niemal w całości wycięci. Również Tatarzy z centrum zostali rozbici i ratowali się ucieczką. Pozostała w tym miejscu tylko najemna piechota, która atakowana z centrum i ze swej prawej strony (przez zwycięskie lewe skrzydło ruskie) po twardej obronie została rozbita. W tym momencie do kontrataku przeszło broniące się dotąd prawe skrzydło armii moskiewskiej.
Klęska Tatarów była zupełna. Rzucili się do ucieczki, ścigani przez Rusinów. W trakcie pościgu Rusini dopędzili samego Mamaja z jego eskortą. Według przekazów moskiewskich ostatecznie uszedł on w towarzystwie czterech wojowników, tylu bowiem zostało z jego jednostki przybocznej. Jednocześnie Rusini szturmem wzięli obóz tatarski.
Pościg za Tatarami prowadzono przez około 50 kilometrów, zadając im wielkie straty (dowodził nim Bobrok Wołyniec). W tym czasie zdołano odnaleźć na pobojowisku kontuzjowanego księcia Dymitra.
Na wieść o klęsce Tatarów idące im z pomocą wojska litewskie pod wodzą Jagiełły i riazańskie pod wodzą Olega wycofały się.

## Konsekwencje bitwy
Dzięki temu zwycięstwu rozpoczął się proces uniezależniania się Moskwy od zwierzchnictwa Złotej Ordy i budowy państwa rosyjskiego w oparciu o rosnącą potęgę i autorytet Wielkiego Księstwa Moskiewskiego. Zwycięzca, książę Dymitr, otrzymał przydomek „Doński” i jest do dzisiaj rosyjskim bohaterem narodowym.
Z czasem bitwa obrosła legendami. M.in. wojskom moskiewskim mieli się poprzedniej nocy objawić święci Borys i Gleb, zaś jeden z moskiewskich żołnierzy, niejaki Foma Kacibej, miał mieć przed bitwą wizję zwiastującą zwycięstwo wojsk moskiewskich.